# Generalmajor (Wehrmacht)
Generalmajor (izvirno nemško Generalmajor) je bil generalski čin v nemškem Heeru (kopenski vojski) in Luftwaffe (vojnemu letalstvu).
Nižji čin je bil polkovnik, medtem ko je bil višji generalporočnik. V drugi veji Wehrmachta (Kriegsmarine) mu je ustrezal čin kontraadmirala, medtem ko mu je v Waffen-SS ustrezal čin SS-Brigadeführerja.
V specialističnih rodovih mu je ustrezal čin: Generalarzt (vojaška medicina), Generalveterinär (vojaška veterina), Generalrichter (vojaško pravo) in Feldbischof (vojaško kaplanstvo) (vsi v Heeru) in Flieger-Generalingenieur (v Luftwaffe).

## Oznaka čina

### Heer
Oznaka čina generalmajorja je bila sledeča:
- naovratna oznaka čina (t. i. Litzen) je bila enaka za vse častnike in sicer stiliziran hrastov list z dvema paroma listnih žil na rdeči podlagi;
- naramenska oznaka čina je bila sestavljena iz štirih prepletenih (zlatih in belih) vrvic, ki so bile pritrjene na rdečo podlago;
- narokavna oznaka čina (na zgornjem delu rokava) za maskirno uniformo je bila sestavljena iz ene zlate črte in enega para stiliziranih hrastovih listov na črni podlagi.

Galerija
- Naovratna oznaka čina
- Naramenska oznaka čina
- Narokavna oznaka čina

### Luftwaffe
Oznaka čina generalmajorja je bila sledeča:
- naovratna oznaka čina je bila sestavljena iz: velikega zlatega hrastovega venca, znotraj katerega se je nahajal en par stiliziranih kril na beli podlagi, pri čemer je bila oznaka obrobljena z zlato vrvico;
- naramenska oznaka čina je bila sestavljena iz štirih prepletenih (zlatih in belih) vrvic, ki so bile pritrjene na rdečo podlago;
- narokavna oznaka čina (na zgornjem delu rokava) za bojno uniformo je bila sestavljena iz ene zlate črte, nad katero se je nahajal en par zlatih stiliziranih kril na modri podlagi.

Galerija
- Naovratna oznaka čina
- Osnovna naramenska oznaka čina
- Narokavna oznaka čina